# Acroporium brevisetulum
Acroporium brevisetulum är en bladmossart som beskrevs av Brotherus 1925. Acroporium brevisetulum ingår i släktet Acroporium och familjen Sematophyllaceae. Inga underarter finns listade i Catalogue of Life.